# 救命いかだ

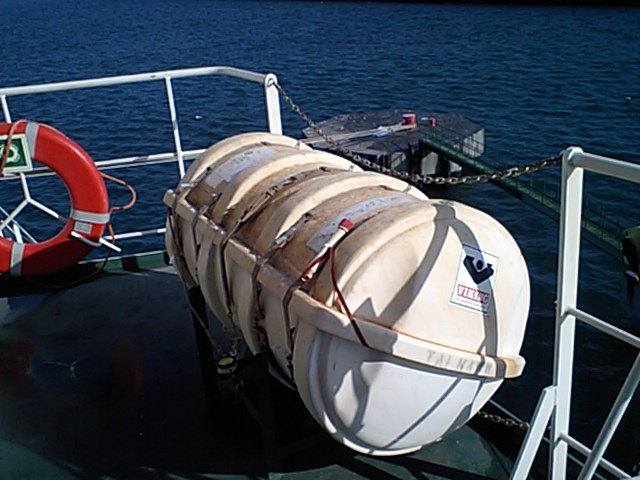
膨脹式救命いかだ(舷側に搭載状態)

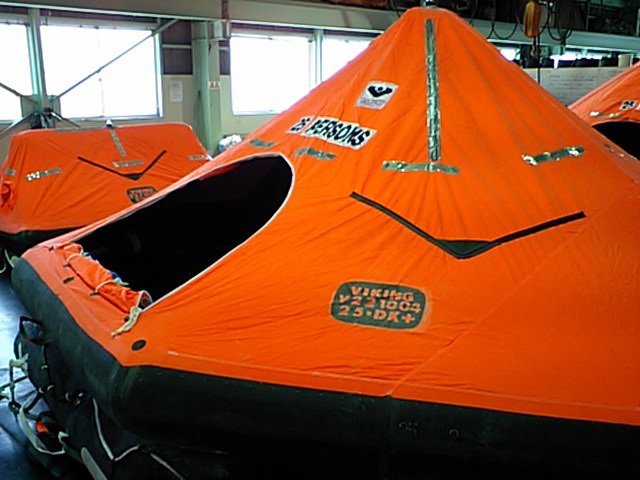
膨脹式救命いかだ(膨脹展張状態)

ISO 7010で救命いかだの位置を示す安全標識

ISO7010で救命いかだを降ろすクレーン設備ダビットの位置を示す安全標識

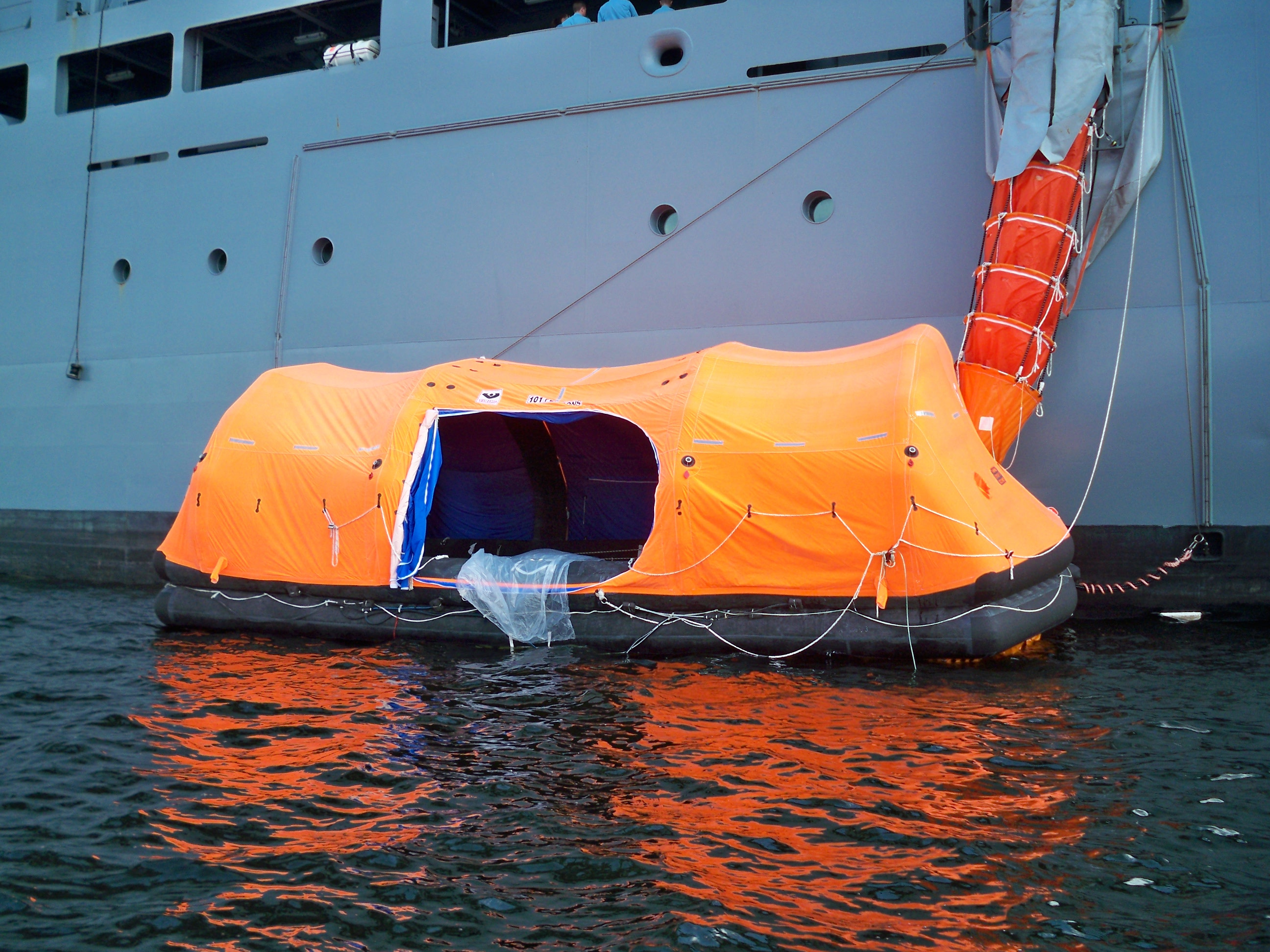
海上に浮かべた救命いかだへ脱出シュート（滑り台）が接続している様子。

救命いかだ（きゅうめいいかだ、ライフラフト、life raft）は、船舶や航空機などの遭難時に使用する、ゴム、ナイロンあるいはFRP製のいかだ。船舶用は膨脹式と固型式がある。航空機用は膨張式である。本記事では主に船舶用について記述する。

## 概要
通常(膨脹式)はFRP製のコンテナ(カプセル形状)に詰められた状態になっている。非常時に海面に投下するともやい綱(通常は大半部分がコンテナ内部に格納され、架台側端部しか見られない。一端は架台又は自動離脱装置又はウィークリンク、もう一端はいかだ本体に連結されている。）が同時にコンテナからリリースされ、もやい綱途中から分岐したワイヤーは炭酸ガス（または窒素との混合ガス）ボンベの起動装置を落下中に引き抜き作動させ（着水後にもやい綱を手繰り寄せワイヤーを引き抜き、動作させる型式もある。）、ガス膨脹していかだの形になる。
古い型式のものや小型船舶用には、ボンベ起動用の索をもやい綱とは別に設定してあるものもあるので注意が必要である。コンテナを海面に投げ込む暇なく船ごと沈没した場合を想定し、船(架台)とコンテナを固縛しているワイヤー（ナイロンバンドの場合もあり)を切り離す「自動離脱装置」を装着している場合が多い。本体部分（子供用プール状の部分）の上に、テント状のシートがついている。テント部分は、目立たせるためにオレンジ色や赤色である。
すべての船舶に搭載が義務付けられているわけではない。総トン数20t未満の小型船舶は航行区域又は従業制限などにより必ずしも搭載の義務は無く、沿岸のみを航行する小さな漁船やプレジャーボートでは搭載されていないことが多い。
日本での製造会社としては藤倉コンポジットなど。
2024年10月3日、国土交通省は知床遊覧船沈没事故の再発防止策の実施状況を共有する有識者検討委員会を開き、旅客船に関する再発防止策66項目について、49項目が実施済みまたは実施中とされ、救命いかだの搭載については、旅客定員13人以上の船は2025年4月から順次義務化する予定と発表した。反発があった遊漁船事業者に対しては、最大4隻の船団で伴走することを事前に申し出れば、搭載を不要とする方針も示した。特別民間法人日本小型船舶検査機構(JCI)では、検査体制を強化するため、検査の進み具合を確認する「旅客船検査課」を2024年春から新設したことも報告された。

## 艤装品
一般に、救命いかだの中には生き延びるために、「艤装品」と呼ばれる数々のものが備え付けられている。例えば、下記のような物が挙げられる。
- 救難食糧、飲料水
- 信号火工品、海面着色剤、日光信号鏡、レーダー反射器（数十cmのアルミ板を組み合わせたもの）
- 生存指導書（生き残るためのノウハウ、気力を保つための元気づけの文章など）
- 釣り針、釣り糸

信号火工品、海面着色剤、日光信号鏡、レーダー反射器は、いずれも発見してもらうためのもの。いかだ程度の大きさのものでも大海原の上では、プールのなかの塵のようにしか見えず、目視で発見してもらうことは非常に困難である。だが今日では通信技術の発達により、艤装品内(一部救命いかだのみ)あるいは退船時にいかだに持ち込むEPIRB(イーパブ)やSART(レーダートランスポンダー)などの無線装置を使用することにより、遭難から発見、救助までの可能性、迅速性が飛躍的に向上している。

## カーリーフロート
カーリーフロートは第一次世界大戦前に米国のホレース・カーリーによって発明された硬式のいかだで、銅板製の中空円筒にコルクのような軽い材料を巻いたものを幾つか接続していかだ状に組み立て防水帆布で覆って床を張ったもので、木造ボートより場所をとらず、かつ爆風によって破損しにくく、破孔によって浮力を全く失うことも少ないために米海軍ほかの海軍に採用され、ボートや昇降装置を設備する余地のない漁船など民間の小型船舶にも使われた。軍艦では上部構造物や砲塔の側面に固定された。第二次世界大戦まで使われたがその後膨張式のいかだにとって代わられた。